# Zračna luka Bahrein
Zračna luka Bahrein (IATA: BAH, ICAO: OBBI) (ar. مطار البحرين الدولي‎) međunarodna je zračna luka smještena na Muharaku, otoku u sjevernom dijelu Bahreina, oko 7 km sjeveroistočno od glavnog grada Maname. Primarno je čvorište za zračne prijevoznike Gulf Air i Bahrain Air.

## Vanjske poveznice
- Službene stranice  Arhivirana inačica izvorne stranice od 22. travnja 2007. (Wayback Machine)